# Liste der Flaggen der kreisfreien Städte in Nordrhein-Westfalen

Lage des Landes Nordrhein-Westfalen in Deutschland

Diese Liste beinhaltet – geordnet nach der Verwaltungsgliederung – alle in der Wikipedia gelisteten Flaggen der kreisfreien Städte des Landes Nordrhein-Westfalen, inklusive historischer Flaggen.
Nach der Gemeindeordnung des Landes müssen Wappen und Flaggen genehmigt werden, dies gilt aber nur für Städte, die bei der Gebietsreform verändert wurden. Bei den anderen Städten sind oft nur die Hauptsatzungen einzige Quelle einer Flagge. Allerdings sind die Beschreibungen oft unzureichend, so dass letztendlich nur Fotos über das korrekte Aussehen der Flaggen Auskunft geben.

## Kreisfreie Städte
| Stadt               | Hissflagge                                     | Banner | Kommentare |
| ------------------- | ---------------------------------------------- | ------ | --- |
| Aachen              |                                                |        | „Die Stadtfarben sind schwarz und gelb.“ |
| Bielefeld           |                                                |        | Genehmigt durch den RP Detmold am 17. Juli 1978: „Die Stadtfarben sind rot-weiß.“ „Die Stadtflagge wird als Banner und als Hissflagge geführt. Rot-Weiß mit aufgelegtem Stadtwappen in der Mitte, etwas nach oben bzw. zum Mast hin verschoben.“ |
| Bochum              |                                                |        | „Die Stadtflagge ist blau-weiß.“ Offiziell werden Banner mit dem Wappen benutzt, auf dem Foto das Rathaus |
| Bonn                |                                                |        | Genehmigt am 8.Juli 1971 durch den RP Köln: „Das Wappen zeigt in geteiltem Schild oben in Silber (weiß) ein schwarzes Kreuz, unten in Rot einen schreitenden, herschauenden goldenen (gelben) Löwen.“ „Die Flagge ist gold(gelb)-rot. Die breite goldene (gelbe) Mittelbahn wird von zwei schmalen roten Bahnen begleitet. Die Flagge zeigt in der Mittelbahn das Wappen.“ |
| Bottrop             |                                                |        | Genehmigt durch den RP Münster am 31. Juli 1978: „Das Wappen der Stadt zeigt ein schwarzes Krückenkreuz auf weißem Grund, belegt mit einem blauen Schild, darin drei weiße Wolfsangeln (2:1). [...] Die Flagge der Stadt enthält auf Weiß/Blau im Verhältnis 1 : 1 auf längsgestreiftem Grund das Wappenschild der Stadt. Es ist angeordnet auf der Mitte der beiden Bahnen, zur Stange hin verschoben.“ |
| Dortmund            | Normale Version ohne Wappen Version mit Wappen |        | „Die Flagge der Stadt enthält die Farben Rot und Weiß in Längsstreifen.“Offiziell werden Banner mit dem Wappen benutzt, auf dem Foto der Rathaussaal |
| Duisburg            | Normale Version ohne Wappen                    |        | Genehmigt am 31. Januar 1977 : Bannerbeschreibung: Rot -Weiß im Verhältnis 1 : 1 längsgestreift mit dem etwas über die Mitte nach oben verschobenen Wappenschild der Stadt. |
| Düsseldorf          |                                                |        | „Die Stadtflagge mit aufgelegtem Wappen wird auch als Hissflagge geführt. (Schreiben des Werbe- und Wirtschaftsprüfungsamtes der Stadt Düsseldorf vom 24. Juni 1996). Die Flagge ist rot-weiß quergestreift im Verhältnis 1 : 1 mit dem Stadtwappen in der Mitte. Das Banner ist rot-weiß längsgestreift im Verhältnis 1 : 1 mit dem Stadtwappen etwas oberhalb der Mitte.“ |
| Essen               |                                                |        | „Die Stadtfarben sind gelb-blau. Die Flagge der Stadt besteht aus zwei gleich breiten Querstreifen, oben gelb, unten blau.“ |
| Gelsenkirchen       |                                                |        | Genehmigt am 18. Dezember 1930: „Die Flagge der Stadt ist schwarz-weiß-grün, längsgestreift.“ |
| Hagen               |                                                |        | „Die Flagge der Stadt Hagen ist längs gestreift in den Farben blau und gelb.“ |
| Hamm                |                                                |        | Genehmigt durch den RP Arnsberg am 4. Juli 1975: „Die Flagge der Stadt Hamm ist rot-weiß. Sie zeigt in Längsrichtung einen weißen Streifen von 3/7 Breite, der beidseits von roten Streifen in jeweils 2/7 Breite flankiert wird. Im oberen Drittel ist die Flagge von einem in drei Reihen zu je sieben Feldern rot und weiß geschachten Balken überzogen, und zwar oben links mit einem roten Feld beginnend.“ |
| Herne               |                                                |        | Genehmigt am 16.6.1975 durch den RP Arnsberg „Das Stadtwappen zeigt in Gold ein schwarzes, springendes Pferd, links darüber ins Kreuz gestellte Schlägel und Eisen. [...] Die Flagge ist in drei Bahnen im Verhältnis 2 : 3 : 2 von Gelb zu Schwarz zu Gelb längsgestreift und zeigt in der Mitte der schwarzen Bahn das Stadtwappen im Schild.“ |
| Köln                |                                                |        | „Die Flagge der Stadt Köln ist rot-weiß längs gestreift.“ |
| Krefeld             |                                                |        | Genehmigt ????: „Der gespaltene Wappenschild zeigt vorn in Silber den heiligen Dionysius mit Heiligenschein und rotem Ornat, den Bischofsstab in der Rechten, das abgeschlagene Haupt in der Linken, zu seinen Füßen ein goldenes Schildchen mit schwarzem Balken, hinten in blau über rot geteiltem Feld zwei abgewendete goldene Schlüssel, begleitet von silbernen Schilden mit schwarzen Balkenkreuzen. Die Stadtfarben sind schwarz-gold. Die Flagge ist schwarz-gold längsgestreift im Verhältnis 1 : 1 mit dem Stadtwappen in der Mitte.“ |
| Leverkusen          |                                                |        | Genehmigt durch den RP Köln am 19. August 1976: „Die Stadt führt als Stadtwappen einen zwiegeschwänzten blaugekrönten, -bewehrten und -bezungten roten Löwen in Silber (Weiß), der von einem schwarzen Wechselzinnenbalken überdeckt ist. [...] Die Stadt führt als Wappenflagge Banner und Hissflagge, die auf weißem Tuch die Embleme des Wappens trägt.“ |
| Mönchengladbach     |                                                |        | Genehmigt durch den RP Düsseldorf am 7. Februar 1977: „Die Stadt Mönchengladbach führt ein Wappen, eine Flagge und ein Dienstsiegel. Die Farben der Stadt Mönchengladbach sind rot und gold.“ „Das Wappen der Stadt Mönchengladbach zeigt unter rotem Schildhaupt, darin ein silberner Wechselzinnenbalken, gespalten von Blau und Gold, vorne eine silberne Abtskrümme, hinten ein durchgehendes schwarzes Kreuz.“ „Die Stadt Mönchengladbach führt ein Banner Rot-Gold (Gelb)-Rot im Verhältnis 1:4:1, längsgestreift mit dem über die Mitte nach oben verschobenen Wappenschild der Stadt, sowie eine Hißflagge Rot-Gold (Gelb)-Rot 1:4:1 quergestreift mit dem zur Stange verschobenen Wappenschild der Stadt.“ |
| Mülheim an der Ruhr | Normale Version ohne Wappen Version mit Wappen |        | Genehmigt im April 2008 Flagge mit Wappen: „Die Stadt führt ihr bisheriges Wappen und die gelbrote Stadtflagge.“ Das 1880 durch den König von Preußen genehmigte Stadtwappen wird wie folgt blasoniert: „Zweimal gespalten und einmal geteilt: Feld 1: Rotes Schräggitter in Gold (Herrschaft Daun) Feld 2: Silbernes achtspeichriges Rad in Blau (Herrschaft Falkenstein) Feld 3: Doppelschwänziger roter Löwe in Silber (Herrschaft Limburg) Feld 4: Geteilt: oben: schreitender goldener Löwe in Rot, unten: drei schwarze Balken in Silber (Herrschaft Oberstein) Feld 5: Goldenes bordiertes Schildchen in Rot (Herrschaft Broich) Feld 6: Silbernes sechsspeichriges Rad in Blau, begleitet von vier silbernen Kreuzchen in den Ecken (Herrschaft Reipoltskirchen). Der Wappenschild ist bekrönt von einer gewölbten goldenen Mauerkrone mit drei Zinnentürmen.“ Die Stadtfarben leiten sich ab vom Wappen der Herrschaft Broich und ursprünglich wurde die Stadtflagge ausschließlich ohne aufgelegtes Wappen geführt. Am 13. Dezember 2007 beschloss der Rat der Stadt einstimmig, ergänzend auch eine Flagge mit aufgelegtem Wappen einzuführen. |
| Münster             |                                                |        | keine offizielle Genehmigung oder Verleihung bekannt, siehe den Artikel Wappen von Münster: Wie schon beim Wappen existieren auch bei der Flagge zwei unterschiedliche Versionen. Die reguläre Flagge orientiert sich an den im Wappen genutzten Farben und besteht aus drei Längsstreifen im Verhältnis 1:1:1 mit den Farben Gelb, Rot und Weiß. Daneben existiert eine Prunkversion, im Verhältnis 1:1:1:1:1 längsgestreift in Gelb, Rot, Weiß, Rot und Gelb. Die beiden gelben und der weiße Streifen sind am unteren Ende zusätzlich mit roten Lätzen versehen. |
| Oberhausen          |                                                |        | Genehmigt am 21. Oktober 1952: „Die Flagge der Stadt ist blau-weiß längsgeteilt.“ |
| Remscheid           |                                                |        | „Die Stadtfarben sind blau-weiß.“ |
| Solingen            |                                                |        | „Die Stadtfarben sind Blau-Gold.“ |
| Wuppertal           |                                                |        | „Das Wappen der Stadt Wuppertal zeigt in Silber, auf zwei goldenen Garnsträngen stehend, einen nach links ¹ blickenden, zweigeschwänzten roten Löwen, blau bewehrt und blau bekrönt, welcher einen schwarzen Rost hält. [...] Die Farben der Stadtflagge sind rot-weiß.“ ¹ heraldisch rechts |

## Historische Flaggen und eingemeindete Orte

### Bielefeld
Neugliederung am 1. Januar 1975

Bielefeld,[29] 1956
Brackwede,  1951

### Bochum
Neugliederung am 1. Januar 1975

Bochum Flagge vor 1975
Wattenscheid

### Bonn
Neugliederung am 1. August 1969

Bonn 1949
Bonn, Flagge vor 1969
Bad Godesberg
Beuel
Duisdorf, Flagge am 16. Januar 1959 genehmigt
Lengsdorf, Flagge genehmigt am 6. September 1961

### Bottrop
Neugliederung am 31. Juli 1978

Bottrop 1951
Kirchhellen, Flagge am 21. Juli 1939 genehmigt

### Duisburg
Neugliederung am 1. Januar 1975

Duisburg, Nachweis 1916
Duisburg, Nachweis 1966
Duisburg, Nachweis 1972
Homberg
Rheinhausen
Rumeln-Kaldenhausen, Flagge am 7. Dezember 1961 genehmigt
Walsum, Flagge am 18. Oktober 1950 genehmigt

### Düsseldorf
Eingemeindung von Angermund am 1. Januar 1975

Düsseldorf 1939
Düsseldorf 1956
Angermund

### Essen
Eingemeindung von Kettwig am 1. Januar 1975

Kettwig

### Hagen
Eingemeindung von Hohenlimburg am 1. Januar 1975

Hagen 1951
Hohenlimburg

### Hamm
Neugliederung am 1. Januar 1975

Hamm, 1936
Hamm 1951
Böckum-Hövel, Flagge am 14.September 1955 genehmigt
Heesen, Flagge genehmigt am 1.März 1939
Pelkum, Flagge am 3.September 1968 genehmigt, von Herringen übernommen
Pelkum
Herringen, eingemeindet am 1. Januar 1968, Flagge genehmigt am 12.Dezember 1963

### Herne
Neugliederung am 1. Januar 1975

Herne 1942
Herne 1951
Herne 1973
Wanne-Eickel 1936 + 1975
Wanne-Eickel, Variante
Wanne-Eickel 1973

### Köln
Eingemeindung  am 1. Januar 1975

Lövenich, Flagge am 13. Februar 1958 genehmigt
Porz

### Krefeld
Eingemeindung von Hüls am 1. Januar 1975

Hüls, Flagge am 12.August 1960 genehmigt

### Krefeld-Uerdingen
1929-40

Flagge 1931 genehmigt

### Leverkusen
Neugliederung am 1. Januar 1975

Leverkusen vor 1975
Opladen

### Mönchengladbach
Neugliederung am 1. Januar 1975

Mönchengladbach vor 1975
Wickrath
Rheydt

### Münster
Eingemeindung  am 1. Januar 1975

Amelsbüren, Flagge am 28.Oktober 1965 genehmigt
Handorf, Flagge am 28.Oktober 1965 genehmigt
Hiltrup, Flagge am 28.Oktober 1965 genehmigt
St. Mauritz, Flagge am 26. November 1965 genehmigt

### Solingen

Burg

Eingemeindung  am 1. Januar 1975
- Burg[71]

### Wuppertal

Wuppertal 1939